# Залесье (Подкаменская поселковая община)
Залесье (укр. Залісся) — село в Подкаменской поселковой общине Золочевского района Львовской области Украины.
Население по переписи 2001 года составляло 90 человек. Занимает площадь 0,683 км². Почтовый индекс — 80653. Телефонный код — 3266.